# Hutchison Hill
Hutchison Hill är en kulle i Antarktis. Den ligger i Västantarktis. Argentina, Chile och Storbritannien gör anspråk på området. Toppen på Hutchison Hill är 2 092 meter över havet.
Terrängen runt Hutchison Hill är huvudsakligen kuperad, men den allra närmaste omgivningen är platt. Trakten är obefolkad. Det finns inga samhällen i närheten.